# Crash (Immanuel Casto)
Crash è un singolo del cantautore italiano Immanuel Casto, pubblicato il 14 ottobre 2010 come secondo estratto dal primo album in studio Adult Music.
Il brano ha visto la partecipazione vocale della cantautrice Romina Falconi.

## Tracce
Testi di Manuel Cuni, musiche di Stefano Maggiore.
1. Crash – 3:20
2. Crash (English Version) – 3:20

## Formazione
Musicisti
- Immanuel Casto – voce, cori
- Keen – percussioni, chitarra, programmazione, sintetizzatore
- LaLa McCallan – cori
- Romina Falconi – voce

Produzione
- Lorenzo Montanà – produzione